# Monika Lewinská
Monika Lewinská, rodným jménem Monica Samille Lewinsky (* 23. července 1973 San Francisco) je americká psycholožka, která proslula kvůli svému milostnému vztahu s americkým prezidentem Billem Clintonem. Tento skandál a jeho odezva, zvláště impeachment na Billa Clintona, vešel ve známost jako Skandál Lewinské či Monicagate.
V roce 1995 vystudovala psychologii na Lewis & Clark College. V letech 1995–1996 působila v Bílém domě a v Pentagonu jako stážistka. Poté začala pracovat v oblasti e-komerce. Pod značkou The Real Monica Inc. prodává na internetu sezonní kabelky, které sama navrhla. V prosinci 2006 získala magisterský titul v sociální psychologii na London School of Economics.